# 横浜ダービー
横浜ダービー（よこはまダービー）とは、日本プロサッカーリーグ（Jリーグ）に加盟し、いずれも神奈川県横浜市をホームタウンとする横浜F・マリノスと横浜FC、横浜スポーツ&カルチャークラブ（Y.S.C.C.横浜）の各クラブが対戦する試合の呼称。1993年から1998年までJリーグに加盟していた横浜フリューゲルスと横浜マリノスとの対戦も横浜ダービーと称されていた。
これとは別に、神奈川県に本拠地を置くクラブチーム同士の対戦を神奈川ダービーという。

## ホームスタジアム
| チーム名                                                    | スタジアム名 （命名権名称）               | 収容人員 | 画像     | 備考                     |
| ----------------------------------------------------------- | ----------------------------------------- | -------- | -------- | ------------------------ |
| 横浜F・マリノス （横浜フリューゲルス）                      | 横浜国際総合競技場 （日産スタジアム）     | 72,327人 | 日産ス   | 2010年までは横浜FCも使用 |
| 横浜F・マリノス、横浜FC Y.S.C.C.横浜 （横浜フリューゲルス） | 三ツ沢公園球技場 （ニッパツ三ツ沢球技場） | 15,454人 | ニッパ球 |                          |
| Y.S.C.C.横浜                                                | 三ツ沢公園陸上競技場                      | 18,300人 | 三ツ沢陸 | （準本拠地扱い）         |

## 横浜F・マリノス vs 横浜FC

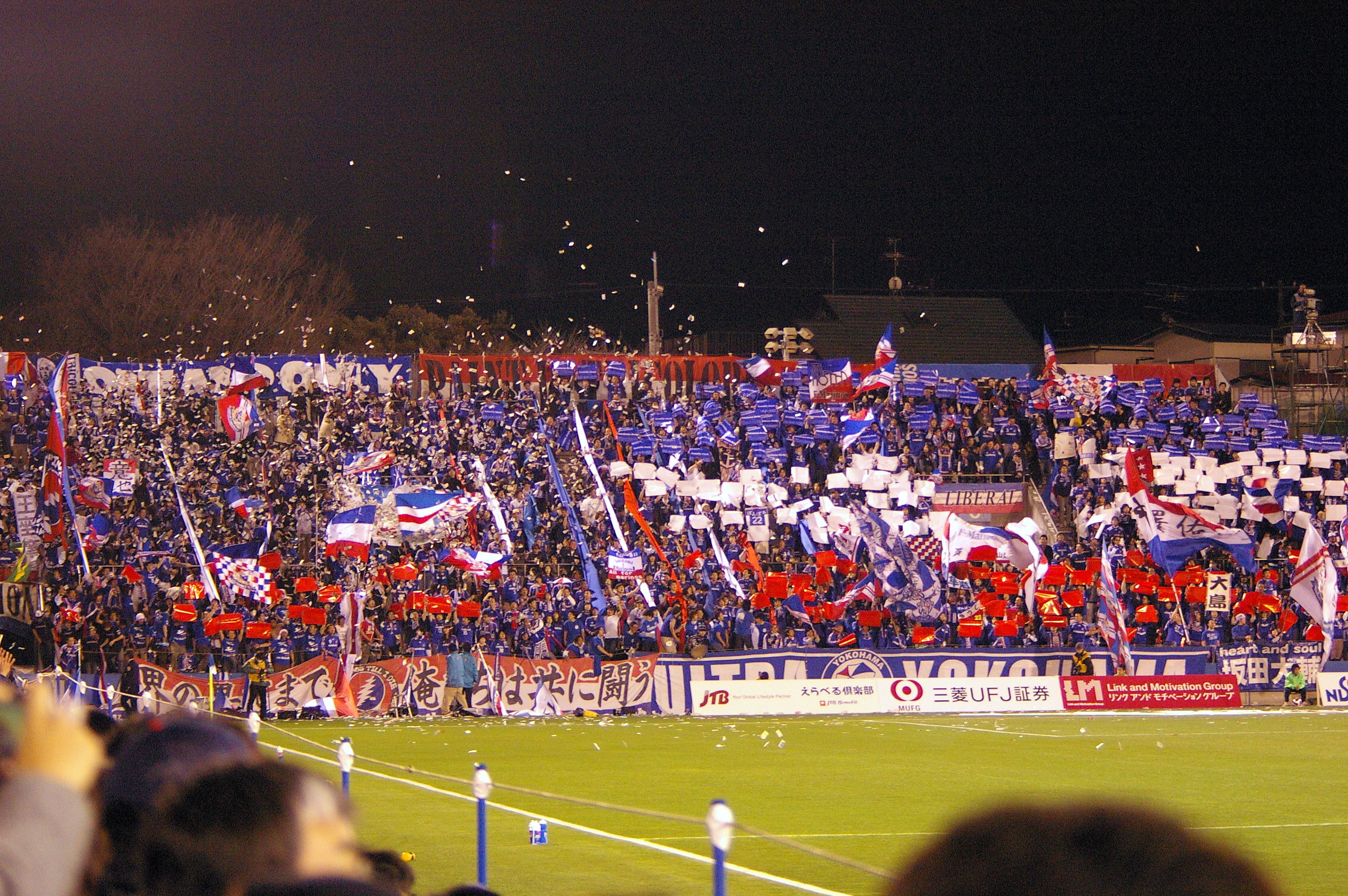
ダービー時の試合前光景。横浜FCホームゲームにおけるマリノスサポーター。

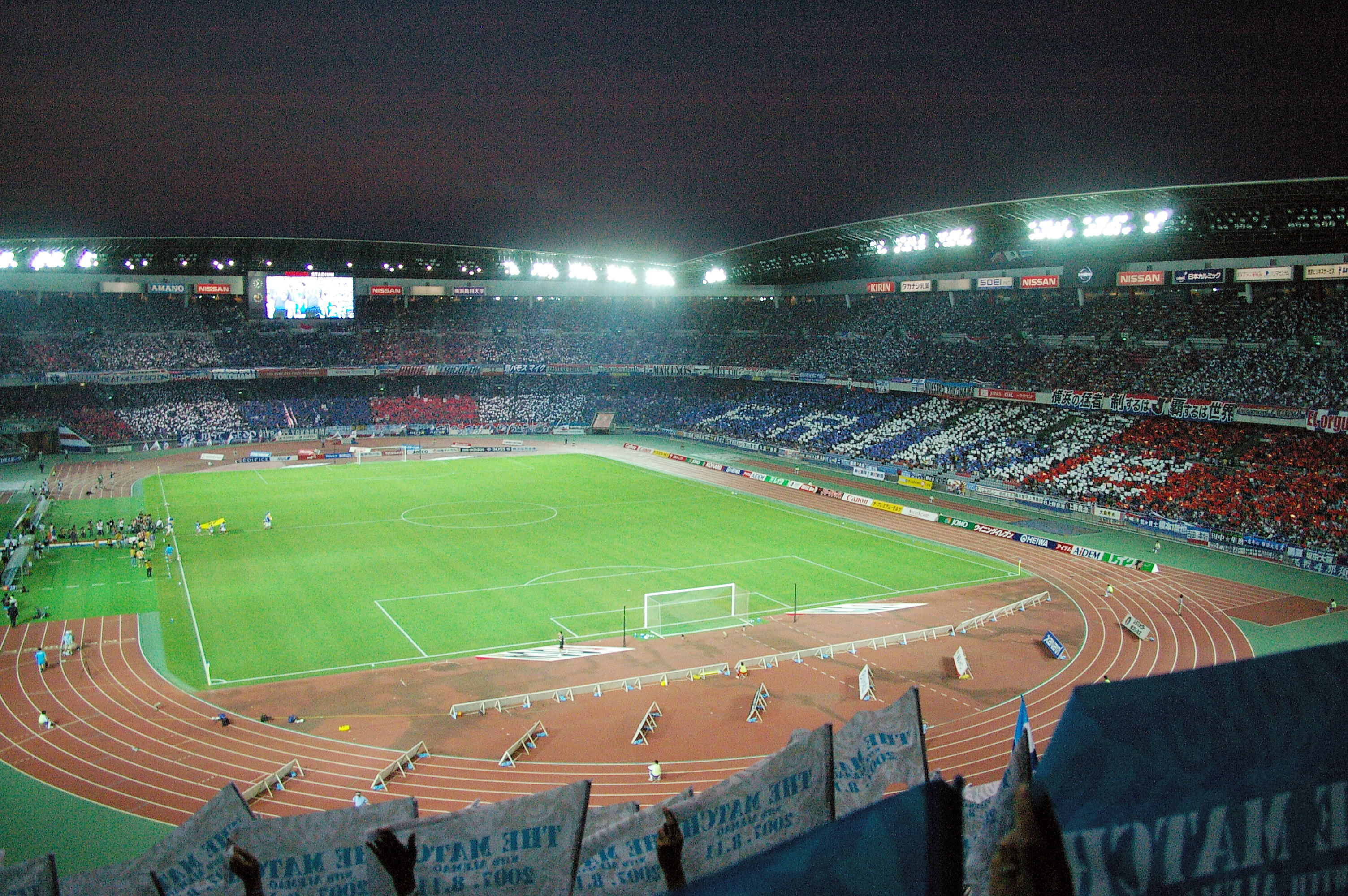
ダービー時の試合前光景。マリノスホームゲームにおいて、横浜FC側から撮影

### 概要
- 公式戦での対戦年度は2006年に開催されたプレシーズンマッチ（この場合の「公式戦」とは、イベントとして開催された興行試合のことであり、Jリーグが定義する「公式戦」にはカウントされない）。
- リーグ戦での対戦は、両チームがJ1に所属した2007年に初めて実現した。
- 天皇杯での対戦は2012年の天皇杯が初。
- ルヴァン杯での対戦はない（2024年現在）。
- それまでにも、公式戦ではないが練習試合などで対戦している。
- 横浜国際総合競技場（横浜F・マリノス側）と三ツ沢公園球技場（横浜FC側）で開催されている（但し、横浜F・マリノスが三ツ沢、横浜FCが日産スタジアムで年に数回主催開催を行う場合もある）。同じ都市で違う本拠地のダービーはこことさいたまダービーだけである。

### 戦績

#### リーグ戦
- ■横浜F・マリノス：5勝2分3敗
- ■横浜FC：3勝2分5敗

| 年                                                            | 月日     | 時期 | 時期   | 会場     | ホーム | 得点  | アウェイ | 観客数 |
| ------------------------------------------------------------- | -------- | ---- | ------ | -------- | ------ | ----- | -------- | ------ |
| 2001年 - 2006年は、横浜FMがJ1、横浜FCがJ2所属のため開催なし。 |          |      |        |          |        |       |          |        |
| 2007年                                                        | 3月10日  | J1   | 第2節  | 三ツ沢   | 横浜FC | 1 - 0 | 横浜FM   | 13,737 |
| 2007年                                                        | 8月11日  | J1   | 第19節 | 日産ス   | 横浜FM | 8 - 1 | 横浜FC   | 53,916 |
| 2008年 - 2019年は、横浜FMがJ1、横浜FCがJ2所属のため開催なし。 |          |      |        |          |        |       |          |        |
| 2020年                                                        | 7月22日  | J1   | 第6節  | 日産ス   | 横浜FM | 4 - 0 | 横浜FC   | 4,819  |
| 2020年                                                        | 12月19日 | J1   | 第34節 | ニッパ球 | 横浜FC | 3 - 1 | 横浜FM   | 6,766  |
| 2021年                                                        | 4月24日  | J1   | 第11節 | 日産ス   | 横浜FM | 5 - 0 | 横浜FC   | 12,297 |
| 2021年                                                        | 9月25日  | J1   | 第29節 | ニッパ球 | 横浜FC | 2 - 2 | 横浜FM   | 4,957  |
| 2022年は、横浜FMがJ1、横浜FCがJ2所属のため開催なし。          |          |      |        |          |        |       |          |        |
| 2023年                                                        | 4月8日   | J1   | 第7節  | 日産ス   | 横浜FM | 5 - 0 | 横浜FC   | 25,238 |
| 2023年                                                        | 8月26日  | J1   | 第25節 | ニッパ球 | 横浜FC | 4 - 1 | 横浜FM   | 13,321 |
| 2024年は、横浜FMがJ1、横浜FCがJ2所属のため開催なし。          |          |      |        |          |        |       |          |        |
| 2025年                                                        | 2月26日  | J1   | 第3節  | 日産ス   | 横浜FM | 0 - 0 | 横浜FC   | 17,115 |
| 2025年                                                        | 7月5日   | J1   | 第23節 | ニッパ球 | 横浜FC | 0 - 1 | 横浜FM   | 14,057 |

- 初対戦は、横浜FCのホーム開幕戦となった。9年ぶりの横浜ダービーということでチケットの多くが発売日に売れ、（三ツ沢での開催のため、席数が少ないとはいえ）かなり早い段階で売り切れるなど、注目を集めた。試合では、横浜FCが1-0でJ1初勝利を挙げた。
- 2度目の対戦では、初対戦の雪辱を果たすべく、F・マリノス側はチケットの半額販売、「最後のダービー」という過激な煽り（この時点で横浜FCは最下位だった）、広告の大量掲示など、積極的な宣伝活動を行った結果、5万人を超える観衆を集めた。試合でも、チーム最高記録となる8得点を挙げ、その雪辱を果たした。
- 3度目の対戦では、新型コロナウイルス感染症拡大の影響により、観客数5,000人制限かつ横浜FCサポーターの入場禁止の措置が執られた。

#### カップ戦・その他
- ■横浜F・マリノス：4勝0敗
- ■横浜FC：0勝4敗

| 年     | 月日     | 時期               | 時期               | 会場     | ホーム | 得点  | アウェイ | 観客数 |
| ------ | -------- | ------------------ | ------------------ | -------- | ------ | ----- | -------- | ------ |
| 2006年 | 2月26日  | プレシーズンマッチ | プレシーズンマッチ | 日産ス   | 横浜FM | 4 - 0 | 横浜FC   | 12,496 |
| 2012年 | 10月10日 | 天皇杯             | 3回戦              | 日産ス   | 横浜FM | 2 - 1 | 横浜FC   | 8,862  |
| 2018年 | 7月11日  | 天皇杯             | 3回戦              | ニッパ球 | 横浜FM | 2 - 1 | 横浜FC   | 10,435 |
| 2019年 | 8月14日  | 天皇杯             | 3回戦              | ニッパ球 | 横浜FM | 2 - 1 | 横浜FC   | 12,489 |

### トラブル
- 2007年J1第19節（8月11日）の横浜F・マリノス主管（日産スタジアム）の試合前日（8月10日）深夜、同スタジアム南ゲート前で横浜FCサポーター3名に暴行を加え怪我を負わせたとして、2008年1月に港北警察署は横浜F・マリノスのサポーター団体のリーダーを傷害容疑で逮捕した。
- 2008年8月、横浜FCサポーターによる横浜F・マリノスの広告への意図的な破損・投棄行為が行われたため、横浜F・マリノスは神奈川警察署へ届け出た上で横浜FCに抗議を行った。後に横浜FCが事実関係を認定すると共に、破損・投棄行為を行ったサポーター団体が横浜F・マリノスに謝罪した[1]。
- 2012年10月10日、日産スタジアムで行われた天皇杯3回戦の試合開始前、横浜FCサポーターが侮辱目的と思われる大型の横断幕を掲出した[2]。10月13日、横浜FCは公式サイト上に横浜F・マリノス及び関係者に対する謝罪文を掲載した[2]。10月17日、横浜FCは違反行為の首謀者を無期限入場禁止処分とした[3]。
- 2018年7月11日、天皇杯3回戦で行われた試合にて、横浜FCサポーターが選手入場後に行われた平成30年7月豪雨による犠牲者への黙祷を無視しそのままチャントを歌い続けた事で世間によるバッシングを受け、後にクラブ側が声明文を発表し、2018年7月15日に行われた横浜FC対アルビレックス新潟の試合前にコールリーダーによる事情説明と謝罪がなされた。
- 2025年7月5日、ニッパツ三ツ沢球技場で行われたJ1第23節の試合前、三ツ沢公園内において、横浜F・マリノスサポーターがJリーグ共通観戦マナー・ルールで禁止されている花火・発煙筒の使用および横浜FCサポーターへの挑発行為を行ったため、アウェー側の観客入場が大幅に遅れた[4]。7月14日、横浜F・マリノスはこの違反行為を行った59名に対して無期限入場禁止処分を下し、4つのサポーター団体に対して無期限活動禁止処分を下した[5]。7月21日、特定できていなかった処分対象者10名に対して無期限入場禁止処分を下した[5]。8月19日、特定できていなかった処分対象者3名に対して無期限入場禁止処分を下した[6]。また、試合中に横浜F・マリノスサポーター2名が横浜FC側の観客席に対して中指を立てる行為を行い、観戦ルール違反として無期限入場禁止処分が下された[7]。

## 横浜F・マリノス vs Y.S.C.C.横浜
2016年現在、リーグ戦での対戦こそないものの、2012年の天皇杯2回戦で横浜F・マリノスとY.S.C.C.が対戦した（Y.S.C.C.は日本フットボールリーグ(JFL)所属）。Y.S.C.C.は公式ページで「世紀の一戦!　新たな、YOKOHAMAダービー!!」との文字が入った対戦カード告知画像を掲載した。試合は4-2で横浜F・マリノスが勝利した。なお、これに勝利した横浜F・マリノスの次戦（3回戦）の相手は横浜FCとなった（上述）。
- ■横浜F・マリノス：1勝0敗
- ■Y.S.C.C.横浜：0勝1敗

| 年     | 月日   | 時期   | 時期  | 会場     | ホーム | 得点  | アウェイ | 観客数 |
| ------ | ------ | ------ | ----- | -------- | ------ | ----- | -------- | ------ |
| 2012年 | 9月8日 | 天皇杯 | 2回戦 | ニッパ球 | 横浜FM | 4 - 2 | YS横浜   | 4,201  |

## 横浜FC vs Y.S.C.C.横浜
公式戦での対戦はまだない。

## 横浜マリノス vs 横浜フリューゲルス

### 概要
- 公式戦での対戦年度は1992 - 1998年。
- 主に三ツ沢公園球技場（1997年度まで）と横浜国際総合競技場（1998年限り）で開催された。
  - 1998年度のマリノスのホームゲームは、横浜国際総合競技場におけるJリーグの試合の初開催である。
  - 1994年第1ステージ（サントリーシリーズ）のマリノス主催試合分は三ツ沢の芝生張替え工事などの関係で、特別にベルマーレ平塚の許諾を得て平塚競技場で行った。
  - なお1992年 - 1995年はフリューゲルスは長崎県・熊本県・鹿児島県を「特別活動地域」としてホームタウンに準ずる地域として扱われたが、これらの地域で横浜ダービーが開催されたことはなかった。
- Jリーグにおける、最初の（狭義での）ダービーマッチである。
- 前述の通り、両チームの合併により今後は開催されない。

### 戦績
- ■横浜マリノス：11勝1分9敗
- ■横浜フリューゲルス：9勝1分11敗

※PK戦は引き分け扱い

### リーグ戦
- ■横浜マリノス：10勝1分7敗
- ■横浜フリューゲルス：7勝1分10敗

※PK戦は引き分け扱い
| 開催年 | 開催日   | 大会             | 会場   | ホーム | 得点             | アウェイ | 観客数 |
| ------ | -------- | ---------------- | ------ | ------ | ---------------- | -------- | ------ |
| 1993年 | 6月12日  | Jリーグ1st第9節  | 三ツ沢 | 横浜M  | 3 - 2            | 横浜F    | 11,734 |
| 1993年 | 7月10日  | Jリーグ1st第17節 | 三ツ沢 | 横浜F  | 1 - 0            | 横浜M    | 13,943 |
| 1993年 | 9月3日   | Jリーグ2nd第9節  | 三ツ沢 | 横浜F  | 3 - 2            | 横浜M    | 13,257 |
| 1993年 | 12月8日  | Jリーグ2nd第17節 | 三ツ沢 | 横浜M  | 4 - 1            | 横浜F    | 13,024 |
| 1994年 | 4月23日  | Jリーグ1st第11節 | 三ツ沢 | 横浜F  | 1 - 0            | 横浜M    | 14,326 |
| 1994年 | 6月11日  | Jリーグ1st第21節 | 平塚   | 横浜M  | 2v - 1           | 横浜F    | 16,671 |
| 1994年 | 9月17日  | Jリーグ2nd第11節 | 三ツ沢 | 横浜F  | 1 - 0            | 横浜M    | 14,508 |
| 1994年 | 11月16日 | Jリーグ2nd第21節 | 三ツ沢 | 横浜M  | 2 - 0            | 横浜F    | 13,102 |
| 1995年 | 3月25日  | Jリーグ1st第3節  | 国立   | 横浜F  | 0 - 1            | 横浜M    | 36,039 |
| 1995年 | 5月10日  | Jリーグ1st第15節 | 三ツ沢 | 横浜M  | 0 - 0 (PK 4 - 5) | 横浜F    | 13,817 |
| 1995年 | 8月19日  | Jリーグ2nd第3節  | 三ツ沢 | 横浜F  | 2v - 1           | 横浜M    | 14,104 |
| 1995年 | 10月7日  | Jリーグ2nd第15節 | 三ツ沢 | 横浜M  | 1 - 0            | 横浜F    | 12,249 |
| 1996年 | 4月20日  | Jリーグ第9節     | 三ツ沢 | 横浜F  | 1 - 2v           | 横浜M    | 13,670 |
| 1996年 | 11月2日  | Jリーグ第28節    | 三ツ沢 | 横浜M  | 1 - 2            | 横浜F    | 12,016 |
| 1997年 | 7月12日  | Jリーグ1st第15節 | 三ツ沢 | 横浜M  | 1 - 0            | 横浜F    | 12,307 |
| 1997年 | 9月10日  | Jリーグ2nd第11節 | 三ツ沢 | 横浜F  | 2 - 3            | 横浜M    | 8,273  |
| 1998年 | 3月21日  | Jリーグ1st第1節  | 横浜国 | 横浜M  | 1 - 2v           | 横浜F    | 52,083 |
| 1998年 | 9月15日  | Jリーグ2nd第5節  | 横浜国 | 横浜F  | 0 - 2            | 横浜M    | 53,598 |

注：v = Vゴール

### カップ戦・その他
■横浜マリノス：1勝2敗

■横浜フリューゲルス：2勝1敗
| 開催年 | 開催日   | 大会                     | 会場   | ホーム | 得点             | アウェイ | 観客数 |
| ------ | -------- | ------------------------ | ------ | ------ | ---------------- | -------- | ------ |
| 1992年 | 10月11日 | ナビスコ杯予選L第9節     | 平塚   | 横浜M  | 1 - 2v           | 横浜F    | 5,109  |
| 1992年 | 12月6日  | 天皇杯2回戦              | 山城総 | 横浜M  | 4 - 2 （延長戦） | 横浜F    |        |
| 1993年 | 9月11日  | ナビスコ杯グループリーグ | 三ツ沢 | 横浜F  | 3 - 1            | 横浜M    | 13,419 |

注：v = Vゴール

## その他
- 厳密には日本リーグの時代においてもマリノス、フリューゲルスの前身である日産、全日空に加え、同じく三ツ沢を本拠地とした古河電工のいずれかの対戦も現代であれば横浜ダービーと呼ばれることになるが、ダービーマッチという言葉が一般化したのはJリーグ発足後のことである。Jリーグ元年の段階で唯一同じスタジアムを本拠地に構える2クラブであった両者の対戦を、海外では「ローカル・ダービー」と呼ぶことが中継の際NHKアナウンサー(当時)の山本浩から豆知識として語られた。
- 1999年には、当時JFL所属だった横浜FCが神奈川県サッカー選手権大会（天皇杯の神奈川予選に当たる）に出場。また、マリノスユースも同大会に出場しており[注 1]、決勝で「横浜FC vs マリノスユース」という試合が行われている。この試合は、横浜FCが3-1で勝利を収めている。